# Bahnhof Nishi-Kiryū
Der Bahnhof Nishi-Kiryū (jap. 西桐生駅 Nishi-Kiryū-eki) ist ein Bahnhof auf der japanischen Insel Honshū. Er wird von der Bahngesellschaft Jōmō Denki Tetsudō betrieben und befindet sich in der Präfektur Gunma auf dem Gebiet der Stadt Kiryū.

## Verbindungen
Nishi-Kiryū ist die östliche Endstation der 25,4 km langen Jōmō-Linie der lokalen Bahngesellschaft Jōmō Denki Tetsudō. Sie verbindet die Stadt Kiryū mit den Gemeinden am Südfuß des Vulkans Akagi und endet im Bahnhof Chūō-Maebashi in der westlich gelegenen Präfekturhauptstadt Maebashi. Nahverkehrszüge mit Halt an allen Zwischenstationen fahren tagsüber in einem festen Halbstundentakt. Dieser wird während der morgendlichen Hauptverkehrszeit auf etwa 20 Minuten verdichtet.
Der Bahnhof Kiryū an der Ryōmō-Linie liegt etwa 300 Meter südlich; dort kann auch zur Watarase-Keikoku-Linie und zu mehreren Buslinien umgestiegen werden.

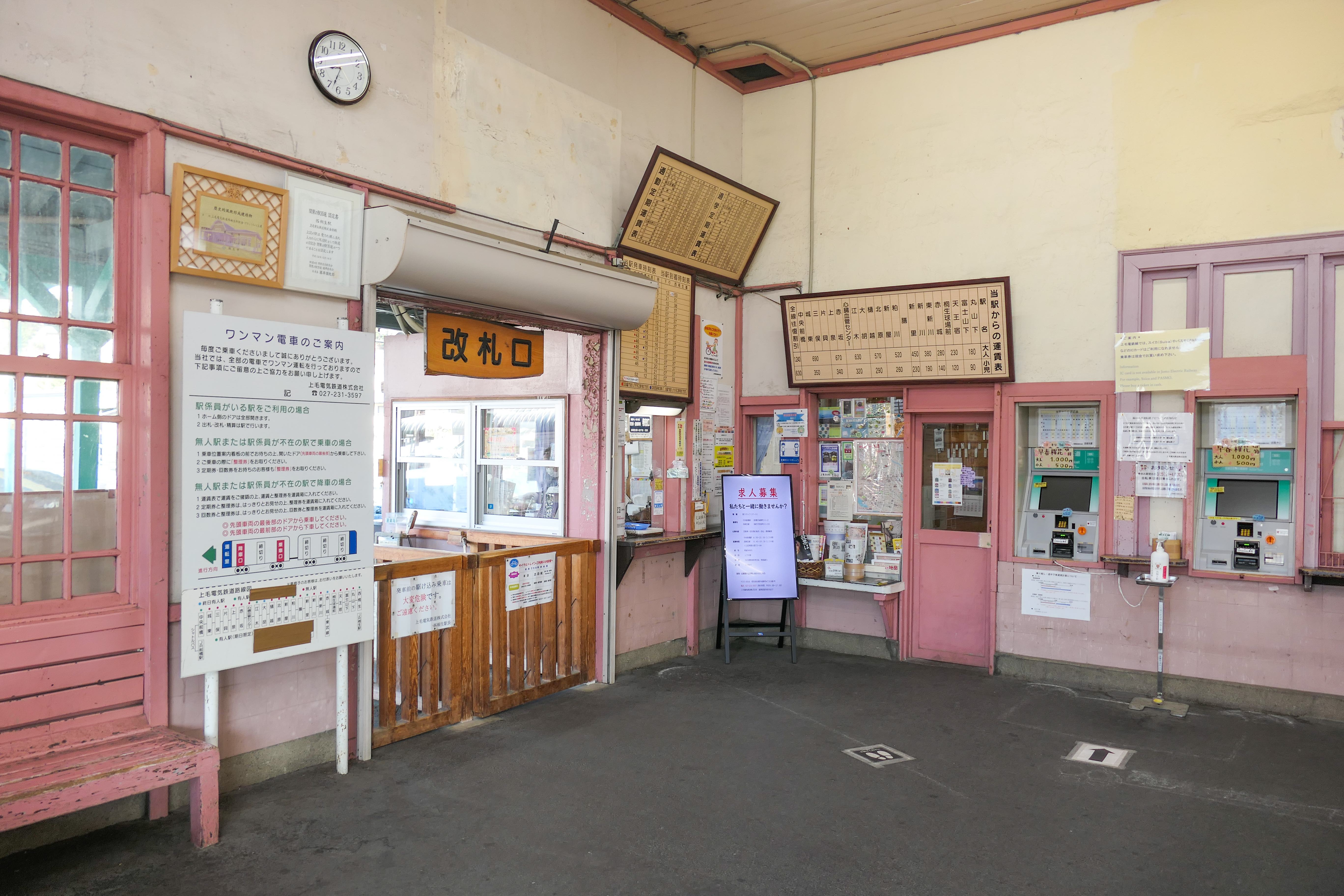
Schalterhalle

## Anlage
Der Bahnhof steht etwas nördlich des Stadtzentrums, in einem gemischten Wohn- und Geschäftsviertel am Fuße des Vulkans Akagi. In der Umgebung befinden sich mehrere Schulen und das Okawa-Kunstmuseum. Die von Westen nach Osten ausgerichtete Anlage ist ein Kopfbahnhof mit zwei Gleisen, die an einem überdachten Mittelbahnsteig liegen. Der Bahnsteig ist unmittelbar an das Empfangsgebäude angebaut. Ein drittes Gleis an der Nordseite dient zum Abstellen von Zügen über Nacht.
Das eingeschossige hölzerne Empfangsgebäude ist europäischen Baustilen nachempfunden und besitzt ein Mansarddach aus Eisenblech. Es ist weitestgehend im Originalzustand erhalten geblieben und steht unter Denkmalschutz. Der Nachtdienstraum ist ein Tatami-Raum im japanischen Stil und die angrenzende Küche verfügt über einen Erdboden, wodurch das Gebäude als Ganzes eine Mischung aus japanischem und westlichem Stil darstellt.
Im Fiskaljahr 2019 nutzten täglich durchschnittlich 1633 Fahrgäste den Bahnhof.

## Geschichte

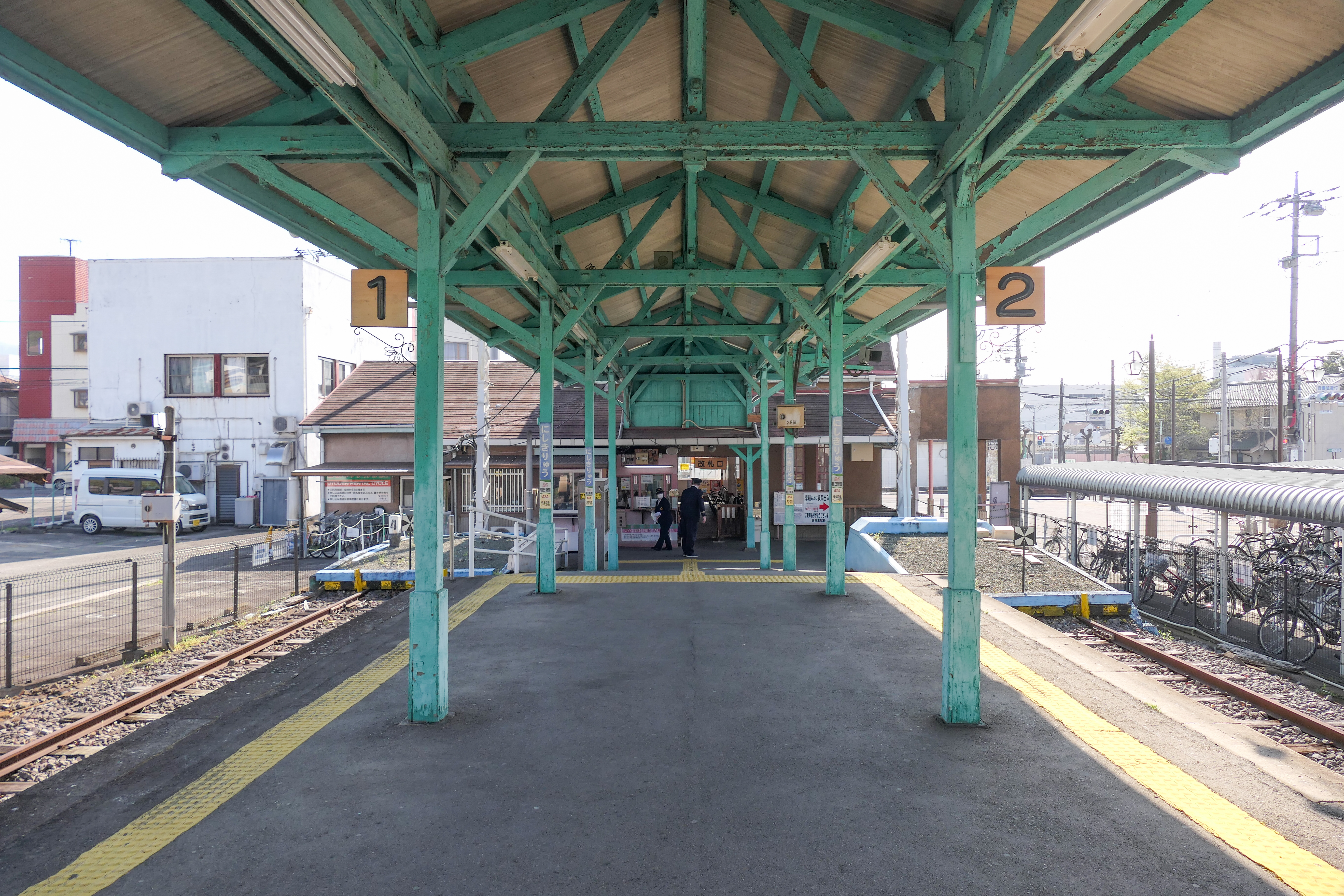
Bahnsteig

Die Bahngesellschaft Jōmō Denki Tetsudō eröffnete am 10. November 1928 die Jōmō-Linie auf ihrer gesamten Länge bis nach Chūō-Maebashi. Am 26. Dezember 2005 wurden das Empfangsgebäude und das Bahnsteigdach als materielles Kulturgut Japans unter Schutz gestellt.